# Liste der Märtyrer der Schlacht von Kerbela
Die Liste der Märtyrer der Schlacht von Kerbela enthält Personen, die auf der Seite von al-Husain ibn Ali in der Schlacht von Kerbela im Kampf getötet wurden. Diese werden von den Schiiten als Märtyrer betrachtet. Es gibt verschiedene historische Berichte über die Anzahl der Gefallenen von Kerbela. Oftmals werden 72 Personen erwähnt, was allerdings historisch nicht haltbar ist.

## Banu Haschim
Hier werden die Gefallenen aufgelistet, die dem Stamm Banu Hashim angehörten. Es sind 27 Personen aufgelistet.

### Söhne vonAqil ibn Abi Talib
1. Dschafar ibn Aqil
2. Abd al-Rahman ibn Aqil
3. Abd Allah ibn Aqil
4. Muhammad ibn Aqil

#### Söhne von Muslim ibn Aqil
1. Abd Allah ibn Muslim
2. Muhammad ibn Muslim

#### Sohn von Abi Said ibn Aqil
1. Muhammad ibn Abi Said

#### Sohn von Muhammad ibn Aqil
1. Dschafar ibn Muhammad

### Söhne vonAli ibn abi Talib
1. Al-Husain ibn Ali
2. Al-Abbas ibn Ali
3. Abd Allah ibn Ali
4. Dschafar ibn Ali
5. Uthman ibn Ali
6. Muhammad ibn Ali
7. Abu Bakr ibn Ali
8. Abd Allah ibn Ali
9. Omar ibn Ali
10. Ibrahim ibn Ali

#### Söhne vonal-Hasan ibn Ali
1. Abu Bakr ibn Hasan
2. Al-Qasim ibn Hasan
3. Abd Allah ibn Hasan
4. Omar ibn Hasan

#### Söhne von Al-Husain ibn Ali
1. Ali al-Akbar ibn Husain
2. Abd Allah ibn Husain

### Söhne vonAbd Allah ibn Dschafar
1. Aun ibn Abd Allah
2. Muhammad ibn Abd Allah
3. Ubaid Allah ibn Abd Allah

## Anhänger von Husain ibn Ali
Hier werden 111 namentlich bekannte Anhänger von Husain ibn Ali aufgelistet.
1. Aslam al-Turkī (arabisch اسلم التركي)
2. Anas ibn Harith (arabisch أنس بن الحارث )
3. Anas ibn Maʿkul (arabisch أنيس بن معقل )
4. Umm Wahab bint Abd (arabisch أم وهب بنت عبد)
5. Barir ibn Chudaīr (arabisch برير بن خضير )
6. Baschir ibn Amr (arabisch بشير بن عمرو )
7. Dschabir ibn al-Harith (arabisch جابر بن الحارث )
8. Dschabla ibn Alī (arabisch جبلة بن علي )
9. Dschunada ibn al-Harith al-Ansarī (arabisch جنادة بن الحارث الانصاري)
10. Jundab ibn Hudschair (arabisch جندب بن حجير )
11. Dschaun (arabisch جون)
12. Dschuwain ibn Malik (arabisch جوين بن مالك )
13. Habib ibn Muzahir al-Asadi (arabisch حبيب بن مظاهر الاسدي)
14. Haddschādsch ibn Zaid (arabisch الحجاج بن زيد )
15. Haddschādsch ibn Masrūq (arabisch لحجاج بن مسروق)
16. Al-Hurr ibn Yazid al-Riyahi (arabisch الحر بن يزيد الرياحي)
17. Al-Hallas ibn Amr (arabisch الحلاس بن عمرو)
18. Hanzala ibn As'ad (arabisch حنظلة بن أسعد)
19. Chalid ibn Amr (arabisch خالد بن عمرو)
20. Zahir (arabisch زاهر)
21. Zuhair ibn Bischr (arabisch زهير بن بشر)
22. Zuhayr ibn Qayn (arabisch زهير بن القين)
23. Zaid ibn Ma'qil (arabisch زيد بن معقل)
24. Salim (arabisch سالم)
25. Salim (arabisch سالم)
26. Sa'd ibn Hanzala (arabisch سعد بن حنظلة)
27. Sa'd ibn Abd Allah (arabisch سعد بن عبد الله)
28. Sa'id ibn Abd Allah al-Hanafi (arabisch سعيد بن عبد الله الحنفي)
29. Suar ibn manʿam (arabisch سوار بن منعم)
30. Suwaid ibn Amr (arabisch سويد بن عمر)
31. Saif ibn al-Harith (arabisch سيف بن الحارث)
32. Saif ibn Malik (arabisch سيف بن مالك)
33. Habib ibn Abd Allah (arabisch حبيب بن عبد الله)
34. Schauzab (arabisch شوذب)
35. Darghama ibn Malik (arabisch ضرغامة بن مالك)
36. Abis ibn Abi Schabib al-Schakiri (arabisch عابس بن أبي شبيب الشاكري)
37. Ammār ibn Hassān (arabisch عامر بن حسان)
38. Ammār ibn Muslim (arabisch عامر بن مسلم)
39. Abd al-Rahman ibn Abd Allah (arabisch عبد الرحمان بن عبد الله)
40. Abd al-Rahman ibn Abd Rabih (arabisch عبد الرحمان بن عبد ربه)
41. Abd al-Rahman ibn Abd Allah (arabisch عبد الرحمان بن عبد الله)
42. Abd al-Rahman ibn Urwa al-Ghifārī (arabisch عبد الرحمان بن عروة الغفاري)
43. Abd al-Rahman ibn Urza (arabisch عبد الرحمان بن عرزة )
44. Abd Allah ibn Urza (arabisch عبد الله بن عرزة)
45. Abd Allah ibn Omair (arabisch عبد الله بن عمير)
46. Abd Allah ibn Yazid (arabisch عبد الله بن يزيد)
47. Abd Allah ibn Yazid (arabisch عبيد الله بن يزيد)
48. Amran ibn Kaʿb (arabisch عمران بن كعب)
49. Ammar ibn Abi Salama (arabisch عمار بن أبي سلامة)
50. Ammār ibn Hassān (arabisch عامر بن حسان)
51. Amru ibn Dschunada (Arabisch عمرو بن جنادة)
52. Omar ibn Dschundub (arabisch عمربن جندب)
53. Amru ibn Chalid (arabisch عمرو بن خالد)
54. Omar ibn Chalid (arabisch عمر بن خالد)
55. Amru ibn Abd Allah (arabisch عمرو بن عبد الله)
56. Amru ibn Dubai'a (arabisch عمرو بن ضبيعة)
57. Amru ibn Qarda (arabisch عمرو بن قرضة)
58. Omar ibn Abd Allah (arabisch عمر بن عبد الله)
59. Amru ibn Matla (arabisch عمرو بن مطاع)
60. Amir ibn Abd Allah (arabisch عمير بن عبد الله)
61. Qarib (arabisch قارب)
62. Qassat ibn Zahir (arabisch قاسط بن زهير)
63. Qasim ibn Habib (arabisch قاسم بن حبيب)
64. Qarih ibn abi Qarih (arabisch قرة بن أبي قرة)
65. Qa'nab ibn Amru (arabisch قعنب بن عمرو)
66. Kurdus ibn Zahir (arabisch كردوس بن زهير)
67. Kinana ibn Atiq (arabisch كنانة بن عتيق)
68. Malik ibn Abd (arabisch مالك بن عبد)
69. Mujammi' ibn Abd Allah (arabisch مجمع بن عبد الله)
70. Masʿud ibn al-Haddschādsch (arabisch مسعود بن الحجاج)
71. Masʿud ibn al-Haddschādschs, Sohn
72. Muslim ibn Awsadscha (arabisch مسلم بن عوسجة)
73. Mslim ibn Kathir (arabisch مسلم بن كثير)
74. Munjih (arabisch منجح)
75. Naiʿa ibn Halil (arabisch نافع بن هلال)
76. Nuʿman ibn Amru (arabisch نعمان بن عمرو)
77. Na'im ibn al-Adschlan (arabisch نعم بن عجلان)
78. Wahab ibn Abd Allah (arabisch وهب بن عبد الله)
79. Yahya ibn Sulaim (arabisch يحيى بن سليم)
80. Yazid ibn al-Hasin (arabisch يزيد بن الحصين)
81. Yazid ibn Ziyad (arabisch يزيد بن زياد)
82. Yazid ibn Thubait (arabisch يزيد بن ثبيت)
83. Ibrahim ibn al-Hasin (arabisch إبراهيم بن الحصين)
84. Abu Amru (arabisch أبو عمرو)
85. Hamad ibn Hamad (arabisch حماد بن حماد)
86. Hanthala ibn Amru (arabisch حنظلة بن عمرو)
87. Ramith ibn Amru (arabisch رميث بن عمرو)
88. Zanda ibn Muhadschir (arabisch زائدة بن مهاجر)
89. Zuhair ibn Saib (arabisch زهير بن سائب)
90. Zuhair ibn Sulaiman (arabisch زهير بن سليمان)
91. Zuhair ibn Salim (arabisch زهير بن سليم)
92. Salman ibn Madarab (arabisch سلمان بن مضارب)
93. Sulaiman ibn Sulaiman (arabisch سليمان بن سليمان)
94. Sulaiman ibn Aun (arabisch سليمان بن عون)
95. Sulaiman ibn Kathir (arabisch سليمان بن كثير)
96. Amr ibn Dschalida (arabisch عامر بن جليدة)
97. Amr ibn Malik (arabisch عامر بن مالك)
98. Abd al-Rahman ibn Yazid (arabisch عبد الرحمان بن يزيد)
99. Uthman ibn Furwa (arabisch عثمان بن فروة)
100. Omar ibn Kanad (arabisch عمر بن كناد)
101. Abd Allah ibn abi Bakr (arabisch عبد الله بن أبي بكر)
102. Abd Allah ibn Urwa (arabisch عبد الله بن عروة)
103. Ghailan ibn abd al-Rahman(arabisch غيلان بن عبد الرحمان)
104. Al-Qasim ibn Harith (arabisch القاسم بن الحارث)
105. Qais ibn Abd Allah (arabisch قيس بن عبد الله)
106. Malik ibn Dawdan (arabisch مالك بن دودان)
107. Muslim ibn Kanad (arabisch مسلم بن كناد)
108. Muslim (arabisch مسلم)
109. Maniʿ ibn Ziyad (arabisch منيع بن زياد)
110. Nuʿman ibn Amru (arabisch نعمان بن عمرو)
111. Yazid ibn Mahdschar (arabisch يزيد بن مهاجر)

## Weblink
- أسماء شهداء كربلاء, auf books.rafed.net.